# 청사진

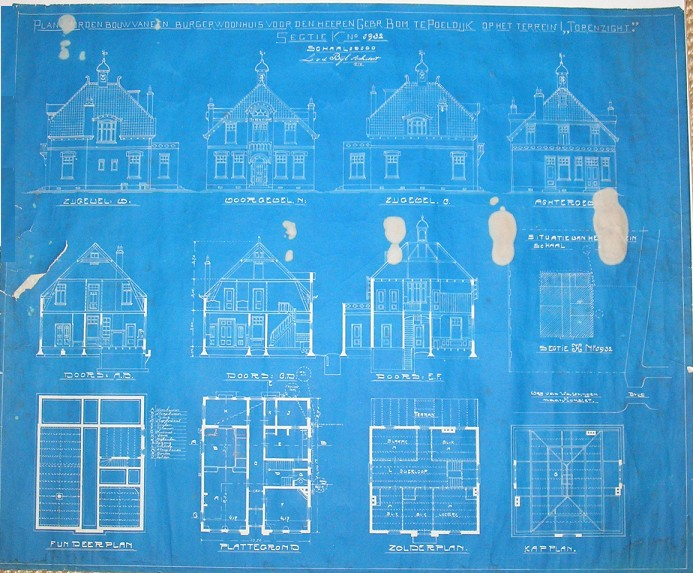

청사진(靑寫眞) 또는 블루프린트(영어: blueprint)는 아키텍처 또는 공학 설계를 문서화한 기술 도면을 인화로 복사하거나 복사한 도면을 말한다. 은유적으로 "청사진"이라는 용어는 어떠한 자세한 계획을 일컫는 데에 쓰인다.
청사진은 19세기 영국의 J. F. W. 허셜이 고안하였다. 당시에는 현대의 복사기와 같은 장비가 없었으므로 복잡한 설계도면의 사본을 만드는 일이 쉽지 않았다. 청사진은 일단 반투명한 용지에 도면을 그리고 나서 수산화철(Ⅲ)시트르산 수용액으로 처리된 인화지에 겹쳐 놓은 뒤 일정시간 빛에 노출시켜 적혈염 수용액으로 씻으면 인화지에 원래 그렸던 도면이 복사되는 방법이다. 현대에는 이를 간략화한 방법이 사용된다. 이렇게 만들어진 청사진의 청색(프러시안 블루)은 햇빛에 쉽게 바래지 않으며 보존성이 좋고 간단하면서도 비용이 저렴하여 도면 등의 복제에 많이 사용된다.
현대에는 CAD 등의 방법이 많이 사용되어 손으로 도면을 그리는 작업 방식은 사라지고 있어서 그 만큼 청사진의 사용도 줄어들고 있다.

## 같이 보기
- 계획
- 설계
- 디자인
- 청사진법
- 백사진
- 건식 인쇄

## 참고 문헌
- Page, Walter Hines; Page, Arthur Wilson (November 1915). “Man And His Machines: Electric Blue Printing Machine”. 《The World's Work: A History of Our Time》 XXXI: 113.